# Apice
Apice é uma comuna italiana da região da Campania, província de Benevento, com cerca de 5.656 habitantes. Estende-se por uma área de 48 km², tendo uma densidade populacional de 118 hab/km². Faz fronteira com Ariano Irpino (AV), Bonito (AV), Buonalbergo, Calvi, Melito Irpino (AV), Mirabella Eclano (AV), Montecalvo Irpino (AV), Paduli, San Giorgio del Sannio, Sant'Arcangelo Trimonte, Venticano (AV).

## Demografia
| Variação demográfica do município entre 1861 e 2011                               |
|                                                                                   |
| Fonte: Istituto Nazionale di Statistica (ISTAT) - Elaboração gráfica da Wikipedia |